# 石川武男
石川 武男（いしかわ たけお、1921年5月5日 - 2002年9月9日）は、日本の農学者。専門は農業土木學。位階は従三位。

## 経歴・人物
- 島根県松江市出身[1]。
- 1943年に東京高等蚕糸學校（現：東京農工大学)を卒業[1]。
- 東京農工大学で講師を務めた後に岩手大学へ転じ、岩手大学農学部助教授、教授を経て農学部長を務める[2]。
- 岩手大学農学部助教授時代に岩手県農村文化懇談会の会合に参加し、「農民だって戦争に行って死んでいるのに顧みられないのはおかしい」という話が持ち上がり、そこで「（第二次世界大戦に出征した）農民兵士の手紙を纏め、それを文化遺産として残そう」ということになり、多くの関係者と共に尽力して『戦没農民兵士の手紙』（岩手県農村文化懇談会／岩波書店）の編集及び刊行にこぎつけた[2]。
- 農業土木や土地改良問題などを中心に幅広い研究を行う。特に1975年から2年間、国費により『北上川流域の水資源開発と流域保全に関する調査研究』を行い、それを報告書として纏めた[3]。
- 1964年、岩手大学農学部教授となり、1984年の定年退官まで学生部長及び農学部長などを歴任[1]。
- 1966年1月から1969年1月まで日本学術会議第7期会員に選出され、務めた[1]。
- 2002年9月9日死去[1]。81歳没。死没日付をもって従三位に叙された[4]。

## 賞詞・栄典
- 農業土木学会学術賞（1961年）
- 岩手農業賞（1973年）
- 農業土木学会賞（1978年）
- 文部大臣教育功労者表彰（1984年）
- 勲二等瑞宝章（1995年）

## 著書
- 『農を求める』（家の光協会、1977年）
- 『よみがえれ農の心』（家の光協会、1988年）」

## 編著
- 『戦没農民兵士の手紙』（岩手県農村文化懇談会／岩波書店）
- 『水資源開発と流域保全』編（東京大学出版会）